# Algoritmo Schönhage-Strassen
O Algoritmo Schönhage-Strassen ou Método de Multiplicação Schönhage-Strassen é um método rápido de multiplicação de números inteiros grandes. O método por trás do algoritmo consiste na Transformação Rápida de Fourier ou Transformada Rápida de Fourier, abreviada e conhecida pelo inglês como FFT (Fast Fourier Transform). Criada por Volker Schönhage e Arnold Strassen em 1971, este método requer operações {\displaystyle O(n\cdot \log {n})} aritméticas e operações de {\displaystyle O(n\cdot \log {n}\cdot \log {\log {n}})} bits de ordem assintótica, onde n é o número de dígitos no produto.
Na realidade, o método Schönhage-Strassen é um método de multiplicação de polinômios em uma variável. Ele representa, no algoritmo de multiplicação, os números como polinômios na base do próprio sistema de numeração; e após receber o resultado, faz a transferência por entre as fileiras. Por exemplo, para multiplicar 147 e 258 (em decimal), serão realizadas as seguintes operações:
- Representação de 147 como x²+4x+7; e 258 como 2x²+5x+8, onde x = 10.
- Multiplique polinômios x²+4x+7 e 2x²+5x+8 usando a transformada rápida de Fourier. Obtenha o produto dos polinômios 2x4+13x³+42x²+67x+56.
- Ao fazer transferências entre as fileiras, temos 3x4+7x³+9x²+2x+6, ou seja, 37.926.

No caso do sistema de numeração ser de base 2 (sistema binário), podem ser feitas multiplicações em módulo, utilizando, para o módulo um, número de Fermat {\displaystyle 2^{{2}^{n}}+1}.
O Método Schönhage - Strassen foi considerado o método para multiplicações mais rápido em comparação de velocidades assintóticas entre 1971 e 2007, até que foi encontrado um novo método de estimativa de complexidade de multiplicação. Na prática, o método Schönhage - Strassen começa a extrapolar o tempo de outros métodos, tais como Karatsuba e Toom-Cook (uma espécie de generalização do método de Karatsuba) para inteiros de magnitude no intervalo {\displaystyle 10^{10.000}} a {\displaystyle 10^{40.000}} (de 10.000 a 40.000 dígitos decimais) 